# Krüden
Krüden ist ein Ortsteil der Gemeinde Aland im Landkreis Stendal in Sachsen-Anhalt.

## Geographie

### Lage
Das altmärkische Dorf Krüden, entstanden als Gutssiedlung mit Kirche, liegt fünf Kilometer nordwestlich der Stadt Seehausen (Altmark) im äußersten Norden Sachsen-Anhalts. Nördlich und östlich des Dorfes fließt der Aland, im Süden der Seegraben Krüden. Das frühere Gut lag östlich der Kirche. Nördlich des Dorfes liegen der Schlossteich mit dem Augraben Krüden im Biosphärenreservat Mittelelbe im Landschaftsschutzgebiet Aland-Elbe-Niederung.
Benachbarte Ortsteile sind Vielbaum im Südosten und Scharpenhufe im Nordwesten.

### Gliederung des Ortsteils
Zum Ortsteil Krüden gehören folgende Wohnplätze oder kleinere Ansiedlungen:
- „Am Waldrand“ im Nordwesten, die frühere Karnickelsiedlung[6]
- Gerichsee im Süden am Seegraben Krüden
- Groß Holzhausen
- Voßhof im Osten am Aland
- Wilhelminenhof im Süden

## Geschichte

### Mittelalter bis Neuzeit
Die erste Erwähnung stammt aus dem Jahre 1208 als Krughen. Markgraf Albrecht II bestätigte dem Kloster Arendsee seine Besitzungen, darunter die Kirche in Krüden. Adolph Friedrich Riedel schreibt eccliamque in Kruysen, basierend einem ungenauen Urkundenabdruck, so Hermann Krabbo. Weitere Nennungen sind 1225 in villa Crughen, 1334 im kruge, 1461 to krugen, 1541 Krugen, 1572 Im dorf Kruegenn, 1687 Krüden, 1804 Crüden und 1873 Crüden (= Krüden).

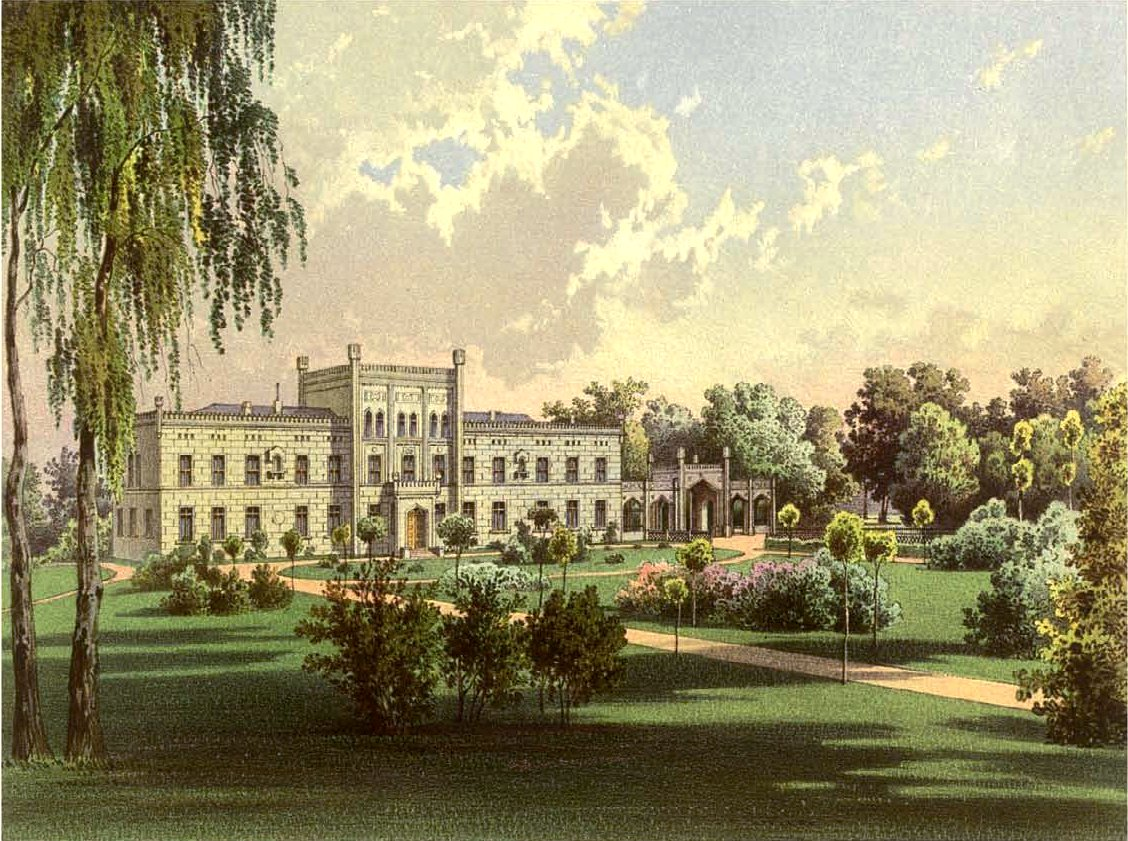
Schloss Krüden um 1860, Sammlung Alexander Duncker

Bis in das 16. Jahrhundert hatten die Familien von Kruge und von Welle Besitz in Krüden. Von 1606 bis 1919 lebte die Familie von Jagow im Herrenhaus bzw. Schloss Krüden. In dieser Zeit legten sie einen botanisch interessanten Park an.
Ursprünglich war auch die Schreibweise Crüden zulässig, ab 1902 nur noch Krüden, denn am 18. August 1902 legte der Regierungspräsident in Magdeburg „die Schreibweise mit dem Buchstaben K im Anlaut von Landespolizeiwegen als die amtliche fest“.
Im Jahre 1931 gehörten zur Gemeinde Krüden:
- Gut Krüden,
- Holländerhof Krüden an der heutigen Straße „Zum Holland“,
- Kolonie Gerichsee direkt am Gerichsee, auch Gerischsee, Görischsee genannt,
- Vorwerk Gerichsee mit einem Forsthaus, östlich vom See gelegen,
- Rittergut Altengehre auch Altengoehre geschrieben, nördlich von Groß Holzhausen gelegen.

Die bis 2009 existierende Gemeinde Krüden mit ihren Dörfern Vielbaum, Krüden und Groß Holzhausen zog sich in aufgelockerter Siedlungsstruktur entlang der Verbindungsstraße von Seehausen (Altmark) nach Schnackenburg in Niedersachsen.

### Archäologie
Zur archäologischen Sammlung im Kreismuseum Osterburg gehört ein Hortfund von drei Randleistenbeilen der älteren Bronzezeit aus Krüden.

### Eingemeindungen
Am 30. September 1928 wurde der Gutsbezirk Krüden mit der Landgemeinde Krüden (westlich der Kirche) vereinigt. Zum östlich der Kirche gelegenen Gutsbezirk gehörten das Gut, der Holländerhof Krüden und das Vorwerk Gerichsee. Letzter Gutsbesitzer war seit 1938 Friedrich III. Fürst zu Solms-Baruth. Am 1. April 1939 wurden die Gemeinden Krüden und Groß Holzhausen aus dem Landkreis Osterburg zu einer Gemeinde mit dem Namen Krüden zusammengeschlossen. Im Jahre 1939 wurde vom Oberpräsident der Provinz Sachsen für die ehemalige Gemeinde Groß Holzhausen die Benennung „Krüden, Ortsteil Groß Holzhausen“ festgelegt.
Am 20. Juli 1950 wurde die bis dahin eigenständige Gemeinde Vielbaum nach Krüden eingemeindet. Am 25. Juli 1952 wurde die Gemeinde Krüden aus dem Landkreis Osterburg in den Kreis Seehausen umgegliedert. Nach dessen Auflösung kam sie am 2. Juli 1965 zum Kreis Osterburg und schließlich am 1. Juli 1994 zum Landkreis Stendal.
Bis zum 31. Dezember 2009 war Krüden eine selbständige Gemeinde mit den Wohnplätzen Gerichsee, Groß Holzhausen, Vielbaum, Voßhof und Wilhelminenhof und gehörte der Verwaltungsgemeinschaft Seehausen (Altmark) an.
Durch einen Gebietsänderungsvertrag beschlossen die Gemeinderäte der Gemeinden Aulosen (am 23. Juni 2009), Krüden (am 17. Juni 2009), Pollitz (am 19. Juni 2009) und Wanzer (am 9. Juni 2009), dass ihre Gemeinden aufgelöst und zu einer neuen Gemeinde mit dem Namen Aland vereinigt werden sollten. Dieser Beschluss wurde vom Landkreis als unterer Kommunalaufsichtsbehörde genehmigt und trat am 1. Januar 2010 in Kraft. Krüden und Vielbaum kamen als Ortsteile zur Gemeinde Aland. Der Ortsteil Groß Holzhausen bestand nicht weiter fort.

### Einwohnerentwicklung

#### Gemeinde
| Jahr | Einwohner |
| ---- | --------- |
| 1734 | 039       |
| 1775 | 167       |
| 1789 | 159       |
| 1798 | 108       |
| 1801 | 196       |
| 1818 | 200       |
| 1840 | 255       |

| Jahr | Einwohner |
| ---- | --------- |
| 1864 | 227       |
| 1871 | 191       |
| 1885 | 151       |
| 1895 | 200       |
| 1905 | 172       |
| 1910 | 183       |
| 1910 | 282       |

| Jahr | Einwohner |
| ---- | --------- |
| 1939 | 371       |
| 1946 | 695       |
| 1964 | 922       |
| 1971 | 909       |
| 1981 | 787       |
| 1993 | 756       |
| 2006 | 696       |

Quelle:

#### Gutsbezirk
| Jahr | Einwohner |
| ---- | --------- |
| 1798 | 062       |
| 1864 | 106       |
| 1871 | 041       |
| 1885 | 084       |
| 1895 | 035       |
| 1905 | 038       |
| 1910 | 038       |

Quelle:

#### Ortsteil
| Jahr | Einwohner |
| ---- | --------- |
| 2011 | [00]401   |
| 2012 | [00]411   |
| 2015 | 654       |
| 2020 | [00]371   |
| 2021 | [00]363   |
| 2022 | [0]370    |
| 2023 | [0]364    |

## Religion
Die evangelische Kirchengemeinde Krüden gehörte zur Pfarrei Krüden (Crüden). Seit dem Jahre 1993 gehören die Evangelischen aus Krüden zum Kirchspiel Kirchspiel Krüden-Vielbaum und heute zum Pfarrbereich Beuster im Kirchenkreis Stendal im Bischofssprengel Magdeburg der Evangelischen Kirche in Mitteldeutschland.
Die ältesten überlieferten Kirchenbücher für Krüden stammen aus dem Jahre 1646.
Die katholischen Christen gehören zur Pfarrei St. Anna in Stendal im Dekanat Stendal im Bistum Magdeburg.

## Politik
Der letzte Bürgermeister der Gemeinde Krüden war Hans-Joachim Hildebrandt.

## Kultur und Sehenswürdigkeiten

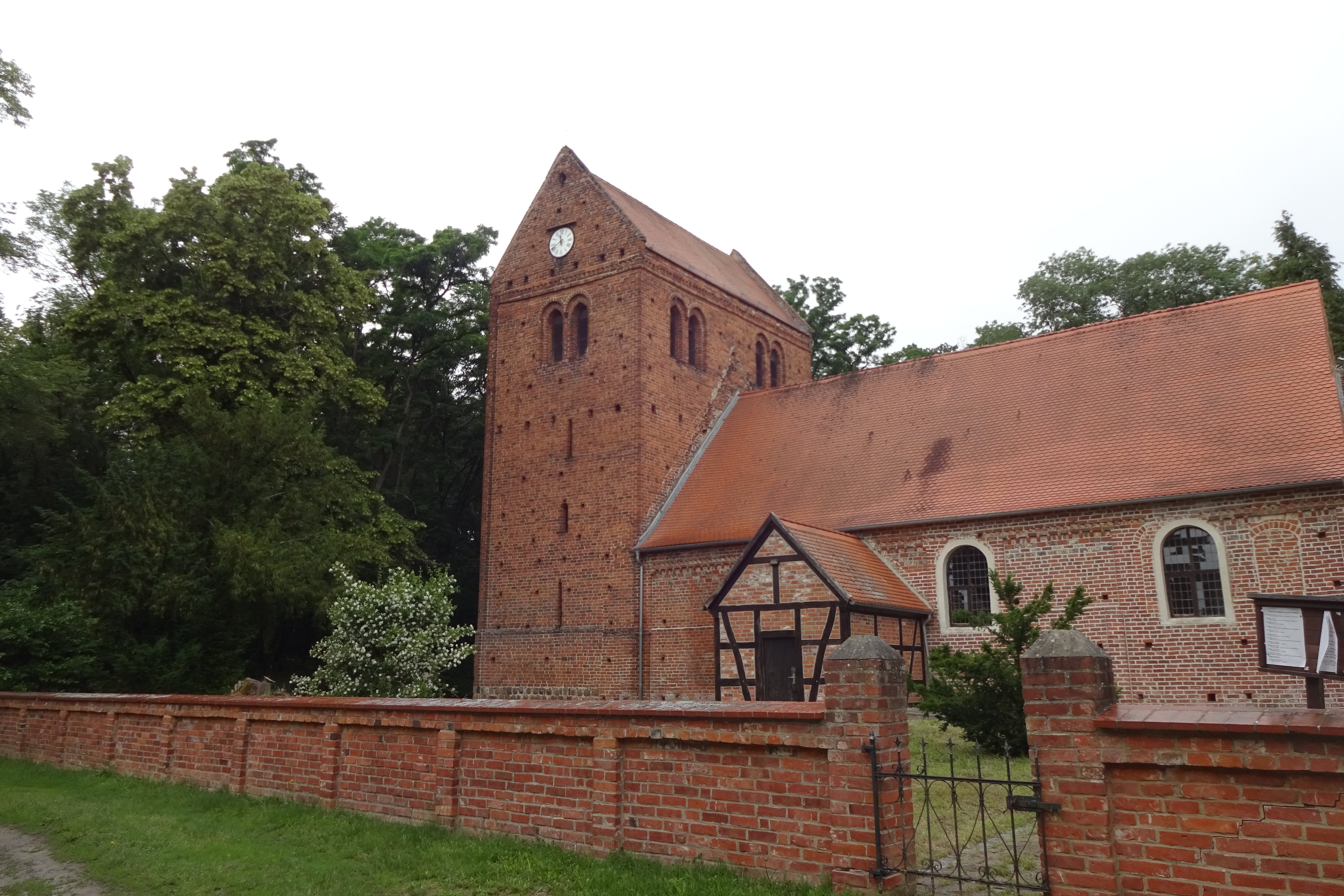
Kirche in Krüden

- Die evangelische Dorfkirche Krüden ist eine Backsteinkirche, die vermutlich gegen Ende des 12. Jahrhunderts erbaut worden ist.[30]
- Das Schloss Krüden wurde von 1963 bis 2010 als Schule genutzt. Seit dem Jahr 2011 ist es Sitz einer Tee-Manufaktur mit einem Online-Handel.[31]
- In der 1983 gegründeten Heimatstube Krüden ist eine Sammlung historischer Alltagsgegenstände aus Häusern und Gehöften der unmittelbaren Umgebung aus der DDR-Zeit sowie der Vor- und Nachkriegszeit des 20. Jahrhunderts ausgestellt.[32]
- Der Ortsfriedhof befindet sich im westlichen Teil des Dorfes.

### Vereine
Im Vereinsregister des Amtsgerichts Stendal waren Mitte 2019 vier Vereine in Krüden verzeichnet.
- Förderverein der Freiwilligen Feuerwehr Krüden/Vielbaum e. V.
- Gemischter Chor/Alandspatzen Krüden
- Romanische Kirchen Krüden/Vielbaum e. V.
- Sportverein Krüden/Groß Garz e. V.

## Wirtschaft und Infrastruktur
Durch den Osten des Gemeindegebietes führt die Bundesstraße 189 von Stendal nach Wittenberge sowie die Bahnstrecke Magdeburg–Wittenberge. Der Bahnhof Krüden liegt an der Bahnstrecke Salzwedel–Geestgottberg, auf der 2004 der Personenverkehr eingestellt wurde.
Im Dorf gibt es die Kindertagesstätte „Krüdener Waldwichtel“.

## Söhne und Töchter (Auswahl)
- Adolf von Jagow (1811–1881), preußischer Kammerherr und Herr auf Krüden